# Kásperle

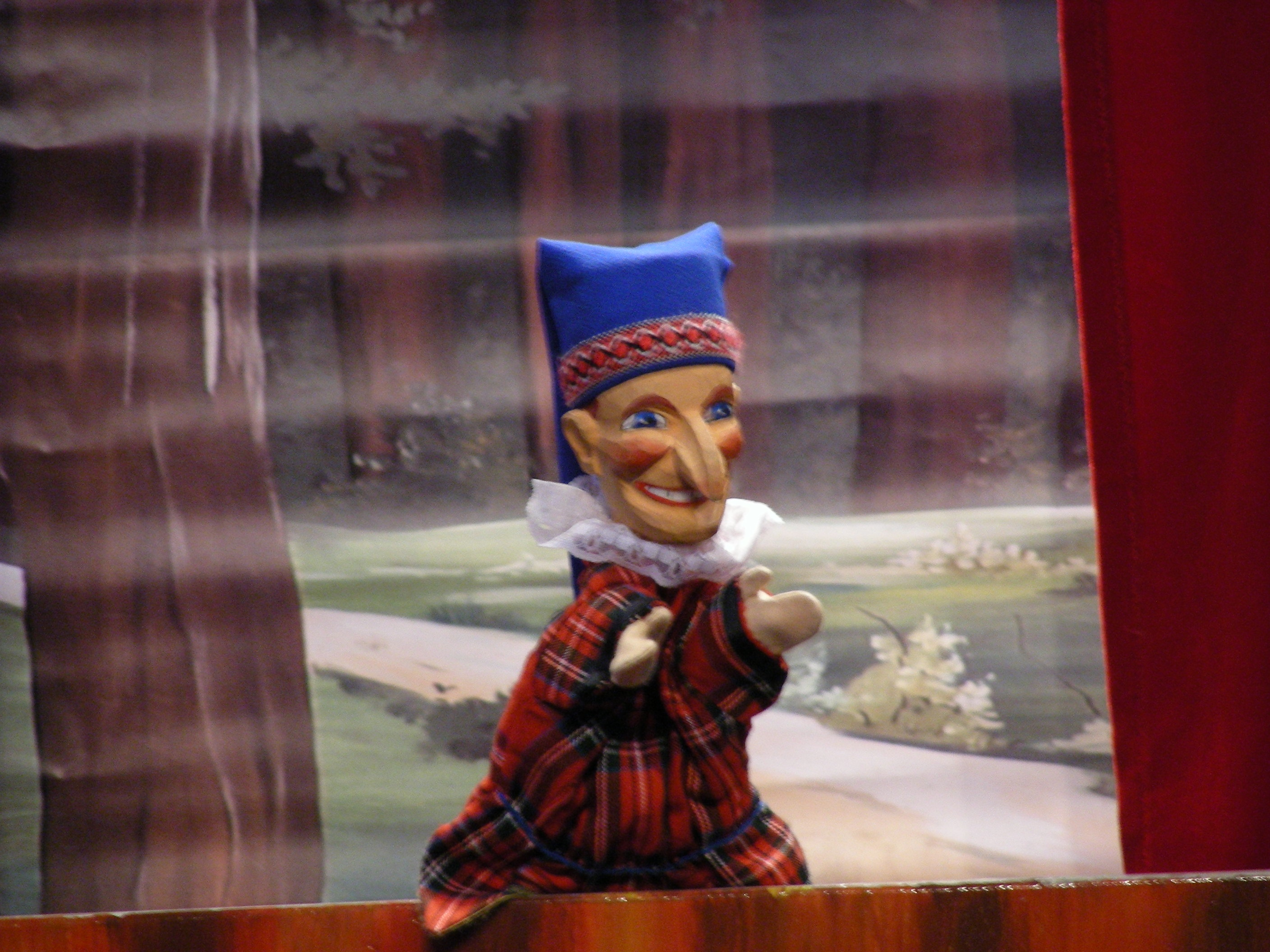

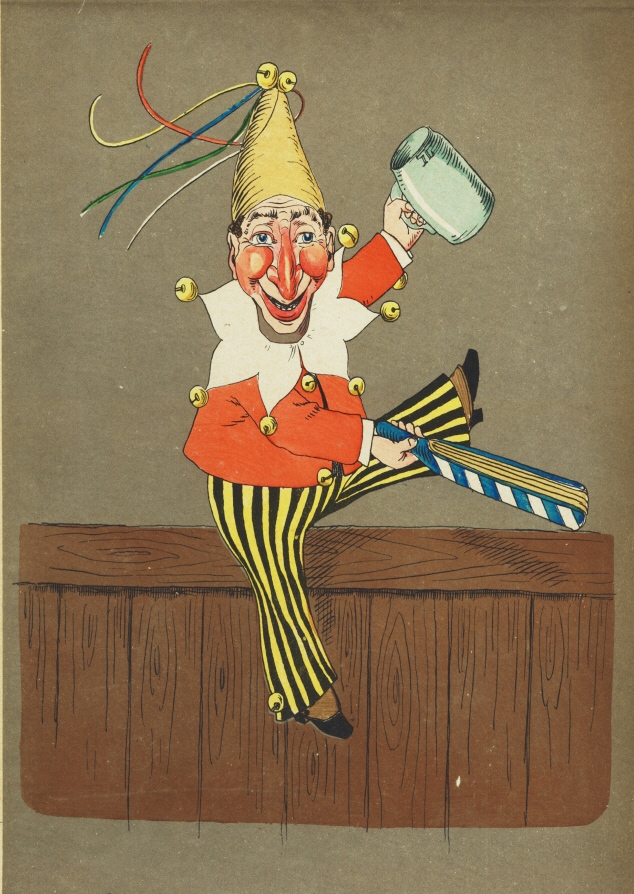
Ilustración de Lothar Meggendorfer, en el Münchener Kasperl-Theater (1879)

Kásperle, Kasperl, Kasper o Kasparek es un títere de guante de la tradición centroeuropea de los títeres de cachiporra. Descendiente como otros muchos títeres de la tipología marcada por Pulcinella, y por tanto similar al Punch y Judy británico o al don Cristobita español, el Kasper germano cuenta desde el romanticismo con diversas fuentes escritas por autores de renombre; quizá eso ha influido en que el personaje se haya ido adaptando con reelaboraciones siempre nuevas: literarias, como las de Josephine Siebe u Otfried Preussler, y titiriteras, pues son aún muchos los titiriteros del ámbito germano que representan sus obras. También ha sido utilizado institucionalmente en campañas de tráfico como moderador de la conducta automovilística.